# Rezerwat przyrody Růžák
Rezerwat przyrody Růžák (czes. Národní přírodní rezervace Růžák) – rezerwat przyrody w Czechach.

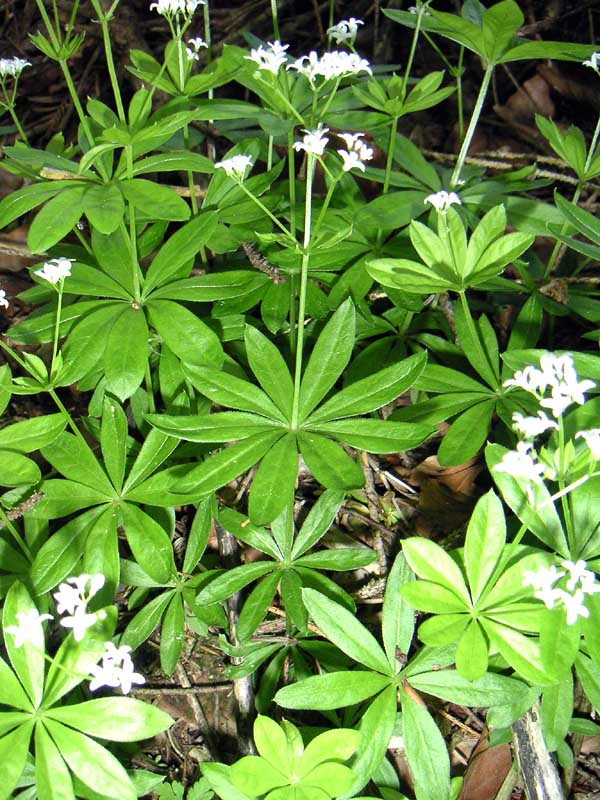
Przytulia wonna rosnąca na terenie rezerwatu

Rezerwat położony jest w północnych Czechach w środkowo-południowej części Wyżyny Dieczyńskiej (czes. Děčínská vrchovina), na obszarze Parku Narodowego Czeska Szwajcaria (czes. NP České Švýcarsko) , około 7,9 km na południowy wschód od centrum miejscowości Hřensko i około 1 km na północny zachód od wsi Srbská Kamenice w powiecie Děčín.
Rezerwat leśno-florystyczny. Obejmuje całą górę Růžovský vrch o charakterystycznym kształcie foremnego stożka, od wysokości ok. 440 m n.p.m. po szczyt (619 m n.p.m.). Jest to najwyżej położony rezerwat w Czeskiej Szwajcarii. Na terenie rezerwatu rośnie przeważnie buczyna z zespołem oraz licznymi gatunkami roślinności chronionej. W szczytowych partiach rosną buki, na bazaltowym podłożu, w dolnych partiach rezerwatu na podłożu czwartorzędowym buki wraz z jaworami przemieszane ze świerkiem tworzą starodrzew.
Rezerwat przyrody Růžák został utworzony w 1973 r. Jest to rezerwat obejmujący las oraz grunty leśne o łącznej powierzchni 118 ha, utworzony dla ochrony wielu rzadkich gatunków roślin chronionych oraz naturalnych zbiorowisk leśnych. Rezerwat utworzono głównie dla ochrony ścisłej stanowisk rzadkich gatunków chronionej roślinności wilgociolubnej i ciepłolubnej. Na występujące tutaj roślinne piętro wielki wpływ ma orientacja bazaltowej góry w stosunku do stron świata. Na południowo-zachodnich i północno-zachodnich zboczach góry rośnie przytulia wonna, żywiec dziewięciolistny, perłówka jednokwiatowa i paprotnik kolczysty. Na południowo-wschodnich, północno-wschodnich i wschodnich zboczach rośnie kostrzewa leśna. W wilgotnych miejscach rośnie przetacznik górski, a na gruzowiskach skalnych ciemiężyk białokwiatowy, dzwonek brzoskwiniolistny, lepnica zwisła i niektóre górskie gatunki mchu, między innymi naleźliny. NPR Růžák jest jednym z ważniejszych miejsc występowania mięczaków na obszarze północnych Czech. Na terenie parku gnieżdżą się m.in. dzięcioł czarny, muchołówka żałobna i gołąb siniak. Występują tu także traszka górska oraz jaszczurka żyworodna.